# Wybory prezydenckie na Cyprze w 2018 roku
Wybory prezydenckie na Cyprze w 2018 roku odbyły się 28 stycznia. Ponieważ żaden z kandydatów nie uzyskał wymaganej większości głosów poparcia, 4 lutego 2018 została przeprowadzona II tura wyborów, w której ponownie zwyciężył urzędujący prezydent Nikos Anastasiadis (DISY).

## System wyborczy
Prezydent Republiki Cypryjskiej wybierany jest w bezpośrednich, powszechnych i tajnych wyborach na pięcioletnią kadencję. Kandydat, który otrzyma więcej niż 50% ważnie oddanych głosów, zostaje wybrany na prezydenta. Jeżeli żaden z kandydatów nie uzyska wymaganej liczby głosów, po tygodniu zostaje przeprowadzona druga tura wyborów w której mierzą się ze sobą dwaj kandydaci z najwyższym poparciem uzyskanym w pierwszej turze.

## Kalendarz wyborczy
Harmonogram wyborów prezydenckich na Cyprze
| Data             | Wydarzenie                           |
| ---------------- | ------------------------------------ |
| 15 grudnia 2017  | Ogłoszenie wyborów prezydenckich.    |
| 18 grudnia 2017  | Termin rejestracji wyborców.         |
| 29 grudnia 2017  | Rejestracja kandydatów.              |
| 28 stycznia 2018 | Pierwsza tura wyborów prezydenckich. |
| 4 lutego 2018    | Druga tura wyborów prezydenckich.    |

## Kandydaci

### Oficjalnie zarejestrowani
- Nikos Anastasiadis, Zgromadzenie Demokratyczne (DISY)[3]
- Jorgos Lilikas, Sojusz Obywatelski
- Nikolas Papadopulos, Partia Demokratyczna (DIKO)[4]. Poparcia kandydaturze udzieliły partie: Ruch Solidarnościowy[5] i Ruch na rzecz Socjaldemokracji (EDEK)[6]
- Stawros Malas, Postępowa Partia Ludzi Pracy (AKEL)[7]
- Christos Christou, Narodowy Front Ludowy (ELAM)[8]
- Andreas Efstratiou, bezpartyjny
- Charis Aristeidou, bezpartyjny
- Michail Mina, Organizacja Bojowników o Sprawiedliwość
- Christakis Kapiliotis, bezpartyjny

## Wyniki wyborów
W pierwszej turze wyborów zwyciężył urzędujący prezydent Nikos Anastasiadis (DISY), który otrzymał 35,51% ważnie oddanych głosów. Kontrkandydat Stawros Malas (AKEL), który przeszedł do drugiej tury uzyskał 30,24% głosów poparcia. Frekwencja wyniosła 71,88%.
W drugiej turze wyborów ponownie zwyciężył urzędujący prezydent Nikos Anastasiadis. Frekwencja wyniosła 73,97%.
| Nikos Anastasiadis                                                                                                | Zgromadzenie Demokratyczne              | 137 268 | 35,51  | 215 281 | 55,99  |
| Stawros Malas | Postępowa Partia Ludzi Pracy            | 116 920 | 30,24  | 169 243 | 44,01  |
| Nikolas Papadopulos                                                                                               | Partia Demokratyczna                    | 99 508  | 25,74  | –       | –      |
| Christos Christou                                                                                                 | Narodowy Front Ludowy                   | 21 846  | 5,65   | –       | –      |
| Jorgos Lilikas | Sojusz Obywatelski                      | 8 149   | 2,18   | –       | –      |
| Andreas Efstratiou                                                                                                | bezpartyjny                             | 845     | 0,22   | –       | –      |
| Charis Aristeidou                                                                                                 | bezpartyjny                             | 752     | 0,19   | –       | –      |
| Michail Mina | Organizacja Bojowników o Sprawiedliwość | 662     | 0,17   | –       | –      |
| Christakis Kapiliotis                                                                                             | bezpartyjny                             | 391     | 0,10   | –       | –      |
| Razem | Razem                                   | 386,611 | 100,00 | 384,524 | 100,00 |
| Głosy nieważne | Głosy nieważne                          | 5 879   | 1,48   | 10 778  | 2,65   |
| Głosy puste | Głosy puste                             | 3 459   | 0,87   | 12 173  | 2,99   |
| Frekwencja | Frekwencja                              | 395 949 | 71,88  | 407 475 | 73,97% |
| Źródło: ELECTION RESULT: CYPRUS PRESIDENCY 2018, FIRST ROUND, Presidential runoff Elections 2018 Official Results |                                         |         |        |         |        |